# Sad Café
Sad Café was een Engelse softrock band die in 1976 werd opgericht in Manchester. Voorman van de band was zanger Paul Young.
Sad Café werd opgericht in 1976 door Vic Emerson (toetsen), Ashley Mulford (gitaar), John Stimpson (bas) en Tony Cresswell (drums), allen ex-leden van Mandalaband, aangevuld met zanger Paul Young en tweede gitarist Ian Wilson. Een in dat jaar opgenomen debuutalbum werd echter niet uitgebracht. Het echte debuut werd een jaar later het album Fanx ta-ra. De grootste successen van de band waren de albums Misplaced ideals (1978) en Façades (1979) en de van dat laatste album afkomstige hitsingles Every Day Hurts en My oh My.
Omdat verder (hit)succes uitbleef ging de band in 1981 uit elkaar. In 1985 sloot Paul Young zich aan bij Mike and the Mechanics en richtte hij bovendien een nieuw Sad Café op, in een gewijzigde bezetting. Young overleed op 15 juli 2000 aan een hartaanval, waardoor er een einde kwam aan Sad Café. In 2011 verscheen een album waarop zijn laatste materiaal is te horen.

## Discografie

### Singles
Onderstaande singles haalden de Amerikaanse en/of Engelse hitlijsten met twee notaties in de Single Top 100:
- Januari 1979 # 71 "Run Home Girl" (US)
- September 1979 # 3  "Every Day Hurts" (UK) / # 48 in NL
- Januari 1980 # 32 "Strange Little Girl" (UK)
- Maart 1980 # 14 "My Oh My" (UK)/ # 42 in NL
- Juni 1980 # 62 "Nothing left Toulouse" (UK)
- September 1980 # 41 "La-Di-Da" (UK)
- December 1980 # 40 "I'm in love again" (UK)
- Augustus 1981 # 78 "La-Di-Da" (US)

### Albums
Onderstaande album haalden de Amerikaanse en/of Engelse hitlijsten; in Nederland verscheen geen enkel album in de Album Top 100:
- Fanx ta-ra (1977, # 56UK)
- Misplaced ideals (1978, #50 UK)
- Misplaced ideals (1979, Amerikaanse versie van de eerste twee albums, #94 US)
- Façades (1979, #8 UK, #146 US)
- Sad Café (1980, #46 UK, #160 US)
- Sad Café live (1981, #37 UK)
- Olé (1981, #72 UK)
- Politics of existing (1985)
- Whatever it takes (1989)
- Chronicles, album van Paul Young met medewerking leden van Sad Café (2011)